# ثوم نصف كروي
ثوم نصف كروي (الاسم العلمي: Allium hemisphaericum) هو نوع من النباتات يتبع جنس الثوم من فصيلة النرجسية.